# Mineral del Chico
Mineral del Chico là một đô thị thuộc bang Hidalgo, México. Năm 2005, dân số của đô thị này là 6714 người.